# Hypsilurus capreolatus
Hypsilurus capreolatus là một loài thằn lằn trong họ Agamidae. Loài này được Kraus & Myers mô tả khoa học đầu tiên năm 2012.